# Політична криза в Україні 2008
Політична криза в Україні 2008 — негативна політична ситуація в державі, яка виникла восени 2008 року, внаслідок розпаду «демократичної коаліції» у Верховній Раді України. 

## Перебіг подій
Парламентський блок Наша Україна-Народна Самооборона заявив 4 вересня 2008 р. про вихід з коаліції з Блоком Юлії Тимошенко, поставивши таким чином під загрозу існування уряду Юлії Тимошенко. Офіційною причиною виходу НУ-НС з коаліції стало голосування в Раді депутатів від БЮТ у блоці з Партією Регіонів за низку законопроєктів, які мали на меті обмежити владу Президента України та внести інші зміни до законодавства України. Тривалі перемови між політичними силами не дали результатів і була зроблена спроба розпустити Верховну Раду Шостого скликання, однак з обранням спікером Володимира Литвина була відновлена демократична коаліція в парламенті і політична криза завершилася. Політична криза в Українії була наслідком тривалої внутрішньої боротьби та непорозумінь між основними силами представленими в парламенті країни, зокрема між представниками БЮТ та НУ-НС.

## Передумови кризи

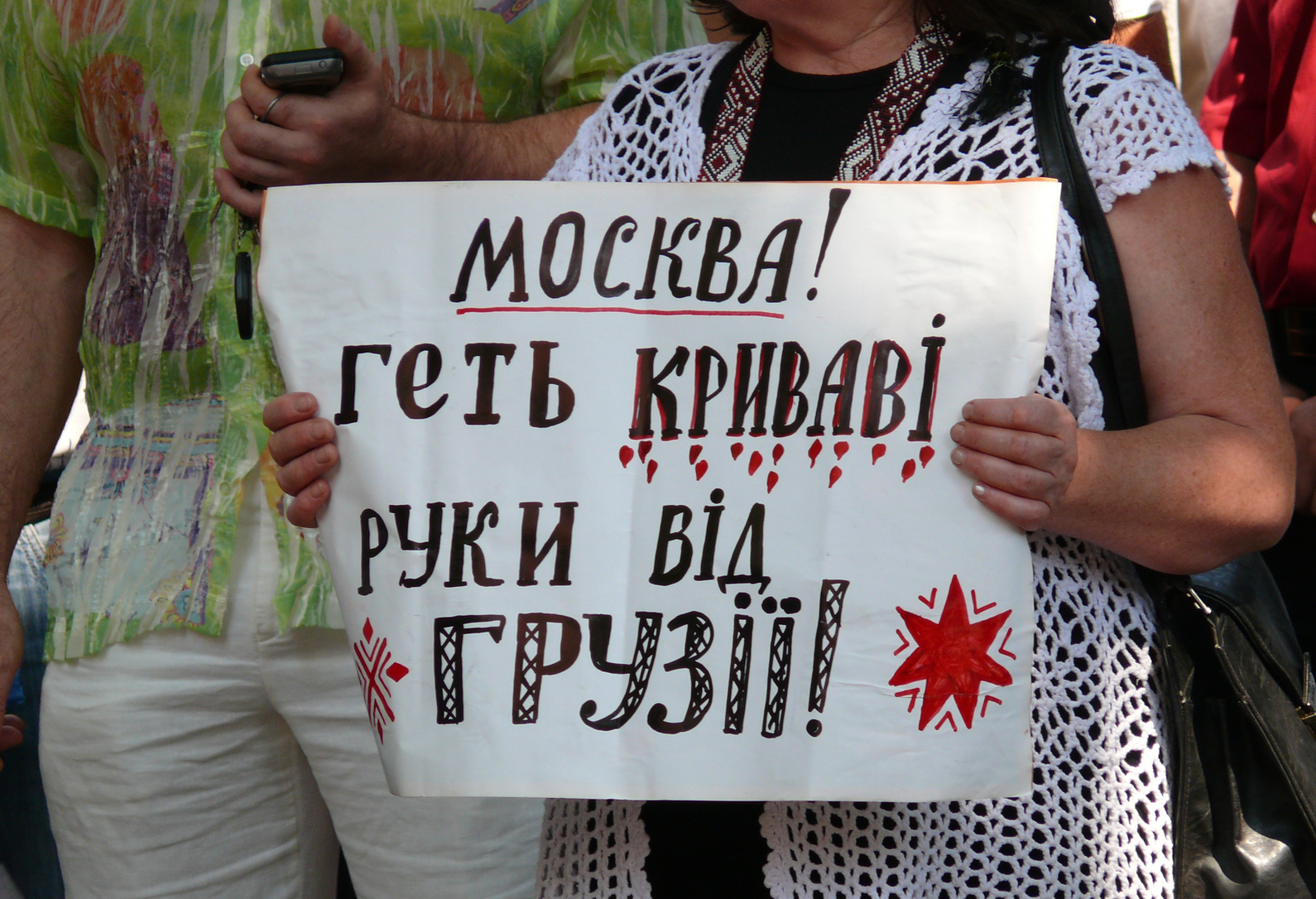
Реакція України на військові дії у Грузії стало одним з протиріч правлячої коаліції у парламенті країни.

Розпад «демократичної коаліції» в парламенті був результатом суперечностей і внутрішньої боротьби між основними силами коаліції: Блоку Юлії Тимошенко та пропрезидентського блоку Наша Україна — Народна самооборона. Оглядачі також відмічали серйозні особисті та політичні розбіжності між президентом Ющенком та прем'єр-міністром Тимошенко як причину непорозумінь всередині коаліції. Майбутні президентські вибори у 2009 р. та підготовка до боротьби за посаду президента також стала однією з причин зіпсування відносин між колишніми союзниками по коаліції.
Зокрема, одним з питань, яке загострило протистояння та викликало нові протиріччя всередині коаліції було відношення політичних сил парламенту до військових дій у Грузії у вересні 2008 р. і реакції на них України. 18 серпня 2008 р. адміністрація Президента України звинуватила уряд Тимошенко у нечіткій позиції стосовно конфлікту і навіть у державній зраді, нібито у обмін на обіцянку підтримки Тимошенко з боку Росії під час наступних президентських виборів. Юлія Тимошенко відкинула ці звинувачення, підтвердила підтримку територіальній цілосності Грузії і натомість наполягала на неприпустимості втягування України у зовнішні конфлікти.

## Розвиток подій

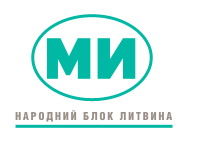
Залучення до нового формату коаліції Блока Литвина мав би стати одним з шляхів створення нової більшості в парламенті.

Останнім кроком у ескалації непорозумінь та протиріч всередині «демократичної коаліції» стало голосування у Раді блоків БЮТ та Партії Регіонів за пакет законопроєктів спрямованих на обмеження влади президента. Пропоновані законопроєкти також спрощували процедуру імпічмента президента і позбавляли права призначати голів міністерства оборони, внунтрішніх та закордонних справ та СБУ. Хоча ці законопроєкти отримали більш ніж 300 голосів депутатів, президент Ющенко проголосив їх антиконституційними і пообіцяв накласти на них вето. У той же день фракція НУ-НС оголосила про вихід з демократичної коаліції та подала відповідну заяву у секретаріат Верховної Ради.
16 вересня 2008 р. спікер Верховної Ради Арсеній Яценюк заявив, що офіційно «демократична коаліція» припинила існування і наступного дня сам подав у відставку з посади спікера парламенту. Таким чином за законодавством у разі відсутності коаліції у парламенті президент мав би право розпустити парламент 3 жовтня 2008 р. Тим часом між політичними силами у Раді почалися консультації спрямовані на подолання кризи та створення нової коаліції у тому числі з Блоком Литвина чи Партією Регіонів. Зокрема, Юлія Тимошенко виступала за збереження «демократичної коаліції» у новому форматі за участю БЮТ, НУ-НС та Блоку Литвина.

## Розпуск парламенту
Протягом тривалих перемов у вересні-жовтні 2008 р. політичним силам представленим у парламенті, проте не вдалося досягти компромісу і сформувати нову більшість. Кожна із сторін звинувачували одна одну у небажанні йти на компроміс. 8 жовтня 2008 р. Президент Ющенко у телевізійному зверненні заявив про розпуск Верховної Ради Шостого скликання і про призначення дострокових виборів на 7 грудня того ж року. Разом з тим, представники БЮТ і ПР виступили із заявою, у якій оскаржили дії президента і наполягали, що парламент не мав бути розпущений до 20-х чисел листопада.
За позовом депутатів від БЮТ 10 жовтня 2008 р. Окружний адміністративний суд м. Києва призупинив дію указу Президента про розпуск Верховної ради і заборонив Центрвиборчкому проводити засідання пов'язані з організацією виборів. Таке рішення судді було назване неправомірним і піддане критиці у Адміністрації президента, Генеральній прокуратурі. У той самий день Секретаріат президента оскаржив у апеляційному адміністративному суді рішення окружного суду. Разом з тим, Ющенко застеріг політичні сили проти втручання у діяльність судів і перешкоджання проведенню виборів. 12 жовтня 2008 р. у прокуратурі м. Києва були порушені кримінальні справи проти судді Володимира Келеберди, який призупинив дію указу президента та проти депутатів від БЮТ, яких звинуватили у хуліганстві та втручанні у діяльність судових органів.

## Завершення кризи
Політична криза завершилася з обранням Володимира Литвина на посаду Голови Верховної Ради 8 грудня 2008 року. Наступного дня Володимир Литвин повідомив про відновлення демократичної коаліції, до якої також приєднався і Блок Литвина. Юлія Тимошенко як прем'єр-міністр України виступила на телебаченні й заявила про закінчення політичної кризи 2008 року.